# Eric Josjö
Bo Eric Michael Josjö, född den 30 augusti 1961, är en svensk fotograf och före detta kortdistanslöpare. Han utsågs 1983 till Stor grabb nummer 334 i friidrott. Han tävlade för Turebergs IF.
Han hade det svenska rekordet på 400 m från 1981 till 2001. Han vann fyra SM-guld utomhus på 200 m och fyra på 400 m. Han deltog i de svenska långa stafettlagen vid VM 1983 och EM 1982.

## Karriär (friidrott)
1980 vann Josjö SM-guld på 400 m (47,64). Den 7 juli 1981 förbättrade han Michael Fredrikssons svenska rekord på 400 m till 45,63. Han behöll det till 2001 då Jimisola Laursen sprang på 45,54. Josjö vann detta år SM på 200 m, på 21,09. 1982 vann han SM både på 200 (21,29) och 400 m (46,91). Vid EM deltog han i det långa stafettlaget som kom åtta. Han vann SM på 400 m år 1983. Han var också med i VM detta år och där blev han utslagen i kvartsfinalen på 400 m och deltog i det svenska stafettlaget på 4x400 m som kom sjua (de andra medlemmarna under VM var Tommy Johansson, Sven Nylander, Per-Ola Olsson och Ulf Sedlacek).
1985 vann han SM både på 200 (21,29) och 400 m (46,83). 1988 vann han SM en sista gång, på 200 m (på 21,05).

## Foto
Eric Josjö har medarbetat i flera böcker, bland annat om smycken och tillsammans med Camilla Thulin och Patrik Sjöberg.